# Pasir Batu Mandi
Pasir Batu Mandi is een bestuurslaag in het regentschap Indragiri Hulu van de provincie Riau, Indonesië. Pasir Batu Mandi telt 391 inwoners (volkstelling 2010).